# Paredromolgus decorus
Genre
Espèce
Synonymes
- Lichomolgus decorus Humes & Frost, 1964

Paredromolgus decorus, unique représentant du genre Paredromolgus, est une espèce de copépodes de la famille des Rhynchomolgidae.

## Distribution
Cette espèce est endémique de Madagascar. Elle se rencontre dans l'océan Indien.
Ce copépode est associé aux Alcyonacea Cladiella  latissima et Cladiella  sphaerophora.

## Publications originales
- Humes & Frost, 1964 : New Lichomolgid Copepods (Cyclopoida) Associated with Alcyonarians and Madreporarians in Madagascar. Cahiers ORSTOM  Océanographie, vol. 6, série Nosy Be II, p. 131-212.
- Humes & Stock, 1972 : Preliminary notes on a revision of the Lichomolgidae, cyclopoid copepods mainly associated with marine invertebrates. Bulletin of the Zoological Museum of the University of Amsterdam, vol. 2, no 12, p. 121-133.